# Anzaldo
Anzaldo è un comune (municipio in spagnolo) della Bolivia nella provincia di Esteban Arce (dipartimento di Cochabamba) con 8.441 abitanti (dato 2010).

## Cantoni
Il comune è suddiviso in 3 cantoni:
- Anzaldo
- La Viña
- Quiriria